# Phytoseius seungtaii
Phytoseius seungtaii är en spindeldjursart som beskrevs av Ryu och Ehara 1993. Phytoseius seungtaii ingår i släktet Phytoseius och familjen Phytoseiidae. Inga underarter finns listade i Catalogue of Life.